# Václav Horáček (politik TOP 09)
Václav Horáček (* 17. srpna 1956 Hořice) je český politik, v letech 2010 až 2017 poslanec Poslanecké sněmovny PČR, v letech 2008 až 2012 zastupitel Libereckého kraje a v letech 1994 až 2010 starosta města Železný Brod. Je jedním ze spoluzakladatelů regionálního hnutí Starostové pro Liberecký kraj, kterého byl členem v letech 2008 až 2011. V letech 2011 až 2017/18 byl členem TOP 09.

## Biografie
Narodil se 17. srpna 1956 v Hořicích v Podkrkonoší. Vystudoval Pedagogickou fakultu, dnes Universita J.E.Purkyně v Ústí nad Labem, kde získal titul magistr. Poté nastoupil na dráhu učitele základní školy na 1. stupni ZŠ. Následně se stal i zástupcem ředitele. Kariéra ve školství trvala od 1981–1994. V roce 1990 začal působit v sektoru veřejné správy jako zastupitel města a rady města Železný Brod. Václav Horáček je ženatý s manželkou Hanou a má tři syny. Jeho životním krédem je: Rodina na prvním místě.

## Politická kariéra
V roce 1994 se stal starostou města Železný Brod a na této pozici působil až do roku 2010. Před krajskými volbami v roce 2008 se stal jedním ze spoluzakladatelů regionálního politického hnutí Starostové pro Liberecký kraj. Toto hnutí nemá v České republice obdoby. Díky němu se naučil pohybovat v politice, aby mohl zastupovat zájmy starostů i občanů po celém kraji.
Ve volbách v roce 2010 Starostové pro Liberecký kraj kandidovali společně se stranou TOP 09 na jejich kandidátce. Do Poslanecké sněmovny byli zvolení dva jejich zástupci, starosta Železného Brodu Václav Horáček a semilský starosta Jan Farský. Václav Horáček v čele kandidátní listiny získal 3040 hlasů. V srpnu 2011 se rozhodl být aktivním členem TOP 09 s cílem posilnit celkovou pozici TOP 09 v Libereckém kraji a spolupráci s hnutím Starostové pro Liberecký kraj.
Během volebního období 2010 - 2013 byl členem Organizačního výboru a Výboru pro veřejnou správu a regionální rozvoj (od prosince 2012 zastával rovněž funkci jeho předsedy). Od července 2010 do prosince 2011 byl členem také Výboru pro obranu a bezpečnost a po jeho zrušení se stal členem Výboru pro obranu, v němž krátce zastával rovněž funkci místopředsedy. Od září 2012 do konce volebního období zasedal také v Zemědělském výboru. Po celé volební období zastával funkci místopředsedy Poslaneckého klubu TOP 09 a Starostové.
Ve volbách do Poslanecké sněmovny 2013 obhajoval svůj mandát, když kandidoval za TOP 09 z druhého místa kandidátky v Libereckém kraji. Získal 8 % preferenčních hlasů a byl zvolen jedním ze dvou poslanců strany v kraji. Byl zvolen místopředsedou Výboru pro veřejnou správu a regionální rozvoj. Od konce října 2013 do prosince 2014 zastával také funkci místopředsedy poslaneckého klubu TOP 09 a Starostové.
V komunálních volbách v roce 2014 obhájil post zastupitele města Železného Brodu, když vedl kandidátku TOP 09. V listopadu 2014 byl následně zvolen radním města. Ve volbách do Poslanecké sněmovny PČR v roce 2017 byl lídrem TOP 09 v Libereckém kraji, ale mandát se mu obhájit nepodařilo. V komunálních volbách v roce 2018 byl opět zvolen zastupitelem města Železný Brod, když jako nestraník vedl kandidátku subjektu "Za Železnobrodsko krásnější". Pokračoval také v pozici radního města.